# الکور
الکور (به لاتین: Alekvere) یک روستا در استونی است که در شهرستان لنه-ویرو واقع شده‌است.